# Seututie 849
Pour les articles homonymes, voir Route 849.
La route régionale 849 (en finnois : Seututie 849)  est une route régionale allant de Muhos à Ylikiiminki en Finlande.

## Description
La route part de la route nationale 20 après le pont de la Kiiminginjoki vers Yli-Ii au nord-est, et traverse Talkkunamaa et Kotajärvi. 
Après trois kilomètres, elle enjambe la rivière Jolosjoki à un endroit où les nouveaux et anciens ponts sont parallèles.
Après avoir enjambé la rivière Iijoki, elle rejoint la route régionale 851. 
Après le village d'Yli-Ii, la route longe la rivière Siuruanjoki en direction du nord-est.
À Tannila, elle s'écarte de la route régionale 855.
La route se termine en suivant la rive sud de la rivière Simojoki de Nikulanperä via Saarikangas au nord de Sankala jusqu'à la jonction avec la route régionale 924.

## Parcours
La route  traverse les localités suivantes :
- Kiiminki, Oulu
- Yli-Ii
- Oijärvi, Ii
- Taininiemi, Simo

## Galerie

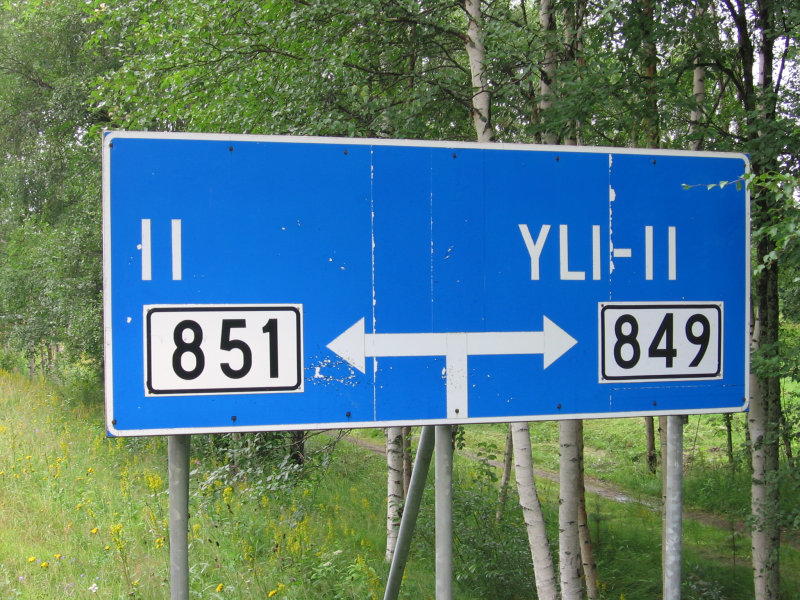
Panneau à Yli-Ii.